# Пун, Нанда Кишор
Нанда Бахадур Пун, также известный как Нанда Кишор Пун (непальск. नन्दकिशोर पुन, псевдоним Пасанг (непальск. पासाङ); род. 23 октября 1965, Рангси, Ролпа, Непал) — непальский военный и политический деятель, переводчик, главнокомандующий Народно-освободительной армии (с 2008 года), член ЦК и политбюро Объединённой коммунистической партии Непала (маоистской), второй вице-президент Непала (с 2015 по 2023 год). Перевёл на непальский труды Карла Клаузевица и Во Нгуен Зиапа.
Третий из шести детей в семье. Во время учёбы был избран председателем отделения Всенепальского национального независимого союза учащихся (Шестого) и представлял его на региональном съезде, при разгоне которого полицией был вынужден прятаться в пещере. За участие в студенческом движении подвергался репрессиям. Изучал марксизм под влиянием своего учителя Кришны Бахадура Махара. Получил политологическое образование. 
31 октября 2015 года Нанда Кишор Пун был избран вторым вице-президентом Непала.

## Книги
- Red Strides of the History: Significant Military Raids of the People's War. Agnipariksha Janaprakashan Griha, 2008